# چارلی پاتن
چارلی پاتُن (انگلیسی: Charley Patton؛ ۱۸۹۱-۰۴ – ۲۸ آوریل ۱۹۳۴) موسیقی‌دان بلوز اهل ایالات متحده آمریکا بود. وی بین سال‌های ۱۹۱۶ تا ۱۹۳۴ میلادی فعالیت می‌کرد.